# Dasypoda crassicornis
Dasypoda crassicornis is een vliesvleugelig insect uit de familie Melittidae. De wetenschappelijke naam van de soort is voor het eerst geldig gepubliceerd in 1896 door Friese.